# De Dietrich
De Dietrich è un'azienda francese che opera nel settore chimico, farmaceutico ed energetico. È specializzata nella produzione di apparecchi per il riscaldamento, e nel settore degli elettrodomestici il suo marchio faceva parte della multinazionale spagnola Fagor Electrodomésticos. Da 2014, la marca appartiene al gruppo Brandt che fa parte del conglomerato algerino Cevital.

## Storia
Le origini dell'azienda risalgono al 1684, quando Johann Dietrich, esponente di una famiglia alsaziana di finanzieri, decise di investire nell'acciaio e acquistò una fucina a Jaegerthal, piccolo villaggio nei pressi di Windstein. Jean Dietrich, nipote del fondatore, fu nominato barone dal re Luigi XVI nel 1761, e il cognome venne mutato in De Dietrich. Nel 1778 nacque ufficialmente il marchio.
Verso gli anni trenta del XIX secolo, l'azienda estese le sue attività nel settore meccanico con la costruzione di rotaie. Alla fine dello stesso secolo, nel 1896, l'azienda avviò la produzione di automobili, per la quale dal 1903 si avvalse della collaborazione dell'italiana Bugatti.
Nel 1905 fu abbandonata la produzione automobilistica per focalizzare le sue attività nella produzione degli elettrodomestici che ebbe avvio nel 1910, con la costruzione della prima cucina a carbone e legna a Mertzwiller. In questo settore l'azienda conobbe una fase ascendente nella seconda metà del XX secolo.
Nel 1992 il ramo elettrodomestici venne ceduto alla Thomson, poi in seguito alla Brandt (controllata dalla holding italiana El.Fi.) e infine nel 2005 alla Fagor. Contemporaneamente, acquisì il controllo della Cogifer, impresa specializzata nella realizzazione di linee ferroviarie. Tre anni dopo, la divisione venne ceduta alla Alstom.
Nel 2002 la tedesca Vossloh AG rileva l'attività produttiva della De Dietrich, specializzata in materiale ferroviario.
Nel 2004, la società De Dietrich Thermique viene ceduta all'olandese Remeha. In quello stesso anno la famiglia De Dietrich crea la De Dietrich Process System, la cui attività consiste nella fornitura di materiale per processi, sistemi e servizi per le industrie chimiche e farmaceutiche.